# ماربل ماونتن ایر فسیلیتی
ماربل ماونتن ایر فسیلیتی (به انگلیسی: Marble Mountain Air Facility) یک فرودگاه نظامی است . این فرودگاه در کشور ویتنام قرار دارد .